# Шишкина, Александра Павловна
Алекса́ндра Па́вловна Ши́шкина (26 сентября 1900, Дмитровский уезд, Московская губерния — неизвестно) — звеньевая колхоза «Борец» Дмитровского района Московской области. Герой Социалистического Труда (1949).

## Биография
Александра Шишкина родилась в 1900 году в деревне Батюшково на территории современного Дмитровского района Московской области. По национальности русская. Отец — Павел Яковлевич Коршунов.
С созданием местного колхоза «Борец» в конце 1920-х годов Шишкина работала в полеводческой бригаде, затем стала главой звена по выращиванию овощей и зерновых культур.
По итогам работы в 1947 году А. П. Шишкина была награждена орденом Трудового Красного Знамени, а в 1948 году её звено получило урожай картофеля в размере 555 центнеров с гектара на площади 3 гектара. Об этой информации Шишкина услышала по радио, включая информацию также и о своих товарищах — в то время правительство присвоило семерым лицам звание Героя Социалистического Труда.
Указом Президиума Верховного Совета СССР от 4 марта 1949 года звеньевой Александре Павловне Шишкиной было присвоено звание Героя Социалистического Труда с вручением ордена Ленина и золотой медали «Серп и Молот» за получение высокого урожая картофеля в 1948 году. Этим же указом высокого звания были удостоены председатель колхоза Фёдор Алексеевич Бурмистров и её бригадир Пётр Владимирович Гудков.
В 1949 году журнал «Огонёк» посвятил две страницы семерым героям-колхозникам и их товарищам. Во главе золотой семерки был бессменный председатель колхоза Фёдор Алексеевич Бурмистров, бригадиры Пётр Владимирович Гудков, Михаил Иванович Бобков, звеньевые полеводы Александра Павловна Шишкина, Мария Егоровна Лямина, Антонина Никитична Гудкова, Варвара Артемьевна Гудкова. Тогда многие колхозники были награждены орденами и медалями Родины.
В последующие годы звено Александры Шишкиной продолжало давать высокие результаты по овощной и зерновой продукции.
Александра Павловна Шишкина умерла в 1983 и похоронена на кладбище в Батюшково.

## Награды
- Орден Трудового Красного Знамени (19 февраля 1948);
- Герой Социалистического Труда — указом Президиума Верховного Совета СССР от 4 марта 1949 года;
- Орден Ленина — дважды, медаль «Серп и Молот» (4 марта 1949);
- Медаль «За трудовую доблесть» (9 июня 1960).